# Natunaornis gigoura
Natunaornis gigoura – gatunek dużego, nielotnego ptaka z rodziny gołębiowatych (Columbidae). Wymarły prawdopodobnie w holocenie. Szczątki subfosylne odnaleziono na wyspie Viti Levu (Fidżi). Opisany w roku 2001.

## Taksonomia
Gatunek opisał po raz pierwszy Trevor H. Worthy na łamach „Journal of The Royal Society of New Zealand” w roku 2001. Należy do monotypowego rodzaju Natunaornis. Nazwa nawiązuje do wodza plemienia Volivoli o imieniu Natuna. Drugi człon nazwy, gigoura, nawiązuje do rodzaju Goura, do którego Natunaornis prawdopodobnie był podobny. Paratypy zebrano również w jaskiniach Wainibuku Cave, Volivoli Cave i Qara-ni-vokai.

### Opis holotypu
Holotyp gatunku stanowi lewy tarsometatarsus, odnaleziony w dolinie Sigatoka w jaskini Udit Cave w niestwardniałych jeszcze osadach czwartorzędowych. Dobrze zachowany, kość nie uległa jeszcze mineralizacji; powierzchnia barwy jasnej, miejscami ciemniejszej. Kompletny z wyjątkiem bloczka TII (brakuje odłamków kości po jej wewnętrznej stronie), niszczejącej części środkowej bloczka TIII oraz końca całej kości bliższemu ciału. Całkowita długość kości wynosi 121 mm; szerokość trzonu w najwęższym miejscu 13,4 mm.

## Morfologia
Bazując na rozmiarze kości skokowej, N. gigoura był nieco mniejszego rozmiaru niż dront dodo (Raphus cucullatus) i dront samotny (Pezophaps solitaria). Był większy od wszystkich żyjących gatunków gołębiowatych. Ze względu na widocznie krótki carpometacarpus w stosunku do nóg, prawdopodobnie zbyt mały stosunek skrzydła do nogi (a więc i całego ciała) odpowiadał za nielotność tego gatunku.